# Makoto Yonekura
Makoto Yonekura (født 28. december 1970) er en tidligere japansk fodboldspiller.
Han har spillet for flere forskellige klubber i sin karriere, herunder NKK, Nagoya Grampus Eight og Cerezo Osaka.